# Ираусуба
Ираусуба (порт. Irauçuba)  —  муниципалитет в Бразилии, входит в штат Сеара. Составная часть мезорегиона Северо-запад штата Сеара. Входит в экономико-статистический  микрорегион Собрал. Население составляет 21 338 человек на 2006 год. Занимает площадь 1 461,223 км². Плотность населения — 14,6 чел./км².
Праздник города — 20 мая.

## История
Город основан 20 мая 1947 года. 

## Статистика
- Валовой внутренний продукт на 2003 составляет 33.518.939,00 реалов (данные: Бразильский институт географии и статистики).
- Валовой внутренний продукт на душу населения на 2003 составляет 1.633,32 реалов (данные: Бразильский институт географии и статистики).
- Индекс развития человеческого потенциала на 2000 составляет 0,618 (данные: Программа развития ООН).